# Pleven
Pleven (bulharsky Плевен, předreformním pravopisem Плѣвенъ, turecky Plevne, česky též Plevno) je sedmé nejlidnatější město Bulharska a má přibližně 99 tisíc obyvatel. Je správním střediskem stejnojmenné oblasti a obštiny. Plevno je významné centrum severozápadního Bulharska a po Ruse a Varně největší město severu Bulharska.
Mimo Bulharsko je Plevno známé především díky obléhání Plevna v roce 1877, významnému vojenskému střetnutí v rusko-turecké válce.

## Historie
Nejstarší známky o zdejším osídlení jsou datovány do 5. tisíciletí př. n. l. Významné vykopávky v jihozápadní části města odhalily sídliště, které se rozvinulo v thráckém období. Během Římské říše se nazývalo Storgosia. Zprvu to byla jen stanice, později pevnost na silnici spojující tehdejší města Oescus a Philippopolis. Ve 4. století zde byla vybudována raně křesťanská bazilika, která se svými rozměry řadí v Bulharsku na druhé místo mezi tehdejšími kostely. Určitý význam si místo zachovalo i za stěhování národů, kdy za zdmi pevnosti hledali obyvatelé útočiště.

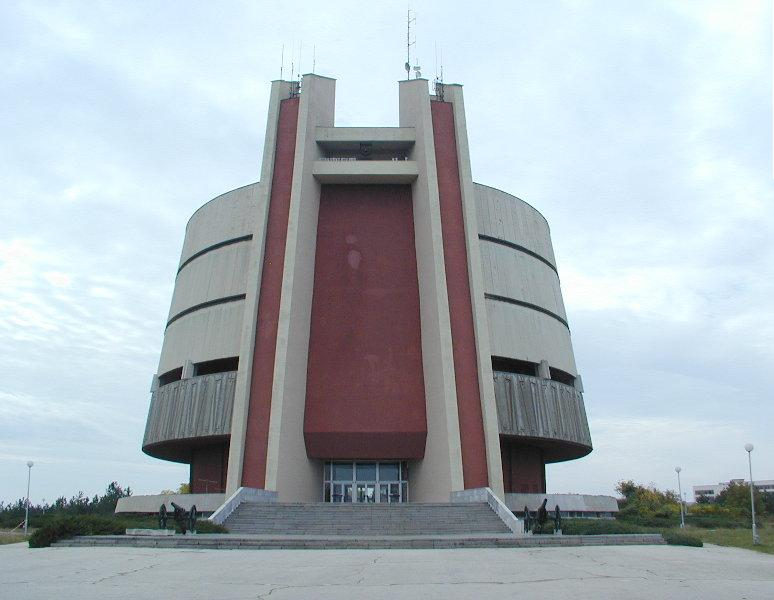
Památník Plevenská epopej 1877

Během středověku se osídlení posunulo více k západu. O tom, že pevnost existovala i ve 13. století, existuje písemný dokument, který vznikl v souvislosti s tažením krále Štěpána V. do Bulharska. 10. prosince 1270 daroval zdejší obec za odměnu jednomu ze svých vojevůdců. Ve vykopávkách baziliky se nalezly mince ražené za cara Ivana Alexandra, patrně ukryté v době nástupu Osmanské říše, která zdejší oblast ovládla na přelomu 14. a 15. století. Během osmanské nadvlády se stal Pleven důležitým balkánským městem a v roce 1738 bylo zdejší obyvatelstvo převážně turecké. V letech 1793 až 1796 se město stalo sídlem krdžalijů, kteří odtud uskutečňovali svoje výpady. Začátkem 19. století město na podzim roku 1810 za války obsadil generálmajor Michail Semjonovič Voroncov, přičemž by doprovázen Bulhary, kteří odtud nedávno emigrovali. Připojilo se k němu mnoho místních Bulharů, nicméně po zničení zdejší pevnosti, generál zamířil do Lovče a Sevlieva. Během bulharského obrození se město rozrostlo o kostely a školy; v roce 1869 bylo založeno komunitní centrum Săglasie. V témže roce zde Vasil Levski založil první revoluční výbor v zemi.
Do historie se město významně zapsalo během rusko-turecké války, kdy zde ruská a rumunská vojska obklíčila tureckou armádu a po pětiměsíčním obléhání město koncem roku 1877 dobyla. Následně se město stalo součástí Bulharského knížectví. Mezi lety 1934 a 1946 byl Pleven správním střediskem Plevenské oblasti (jedné ze sedmi v Bulharském království), která zahrnovala obštiny Pleven-město, Pleven-venkov, Loveč, Trojan, Teteven, Lukovica, Nikopol, Svištov, Tarnovo, Gabrovo a Sevlievo. Po druhé světové válce došlo ke změnám v ekonomice, školství, zdravotnictví, bankovnictví a správě. Stejně jako v celém Bulharsku byl omezen pohyb motorových vozidel, která musela mít mimo hranice oblasti povolení ve formě zvláštního kupónu. Administrativní reformou z roku 1958 vznikl Plevenský okruh, k němuž už nebylo začleněno a severní úbočí Staré planiny a správní celek měl zhruba současnou podobu. Omezením působnosti bylo postiženo mnoho podniků. V roce 1965 byl na jižní části města zřízen závod na jaderná zařízení. V roce 1977 byl ke stému výročí otevřen památník obléhání Plevna – Plevenská epopej 1877.

## Obyvatelstvo
Ve městě žije 100 549 obyvatel a je zde trvale hlášeno 119 285 obyvatel. Podle sčítání 1. února 2011 bylo národnostní složení následující:
- Bulhaři: 95 386 (96.5 %)
- Turci: 1 510 (1.5 %)
- Romové: 1 017 (1.0 %)
- ostatní: 911 (0.9 %)

## Galerie

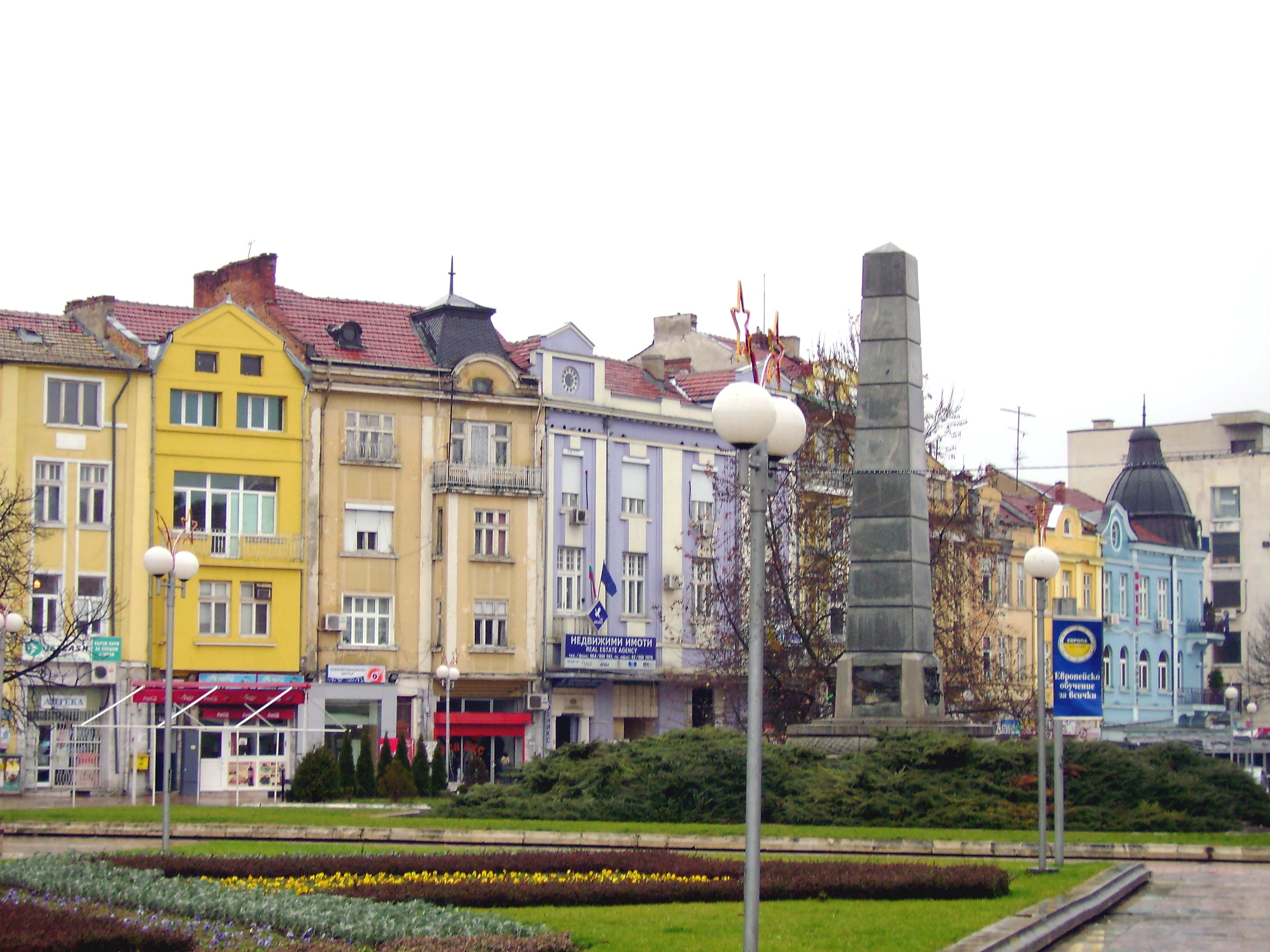
Pomník sovětských vojáků
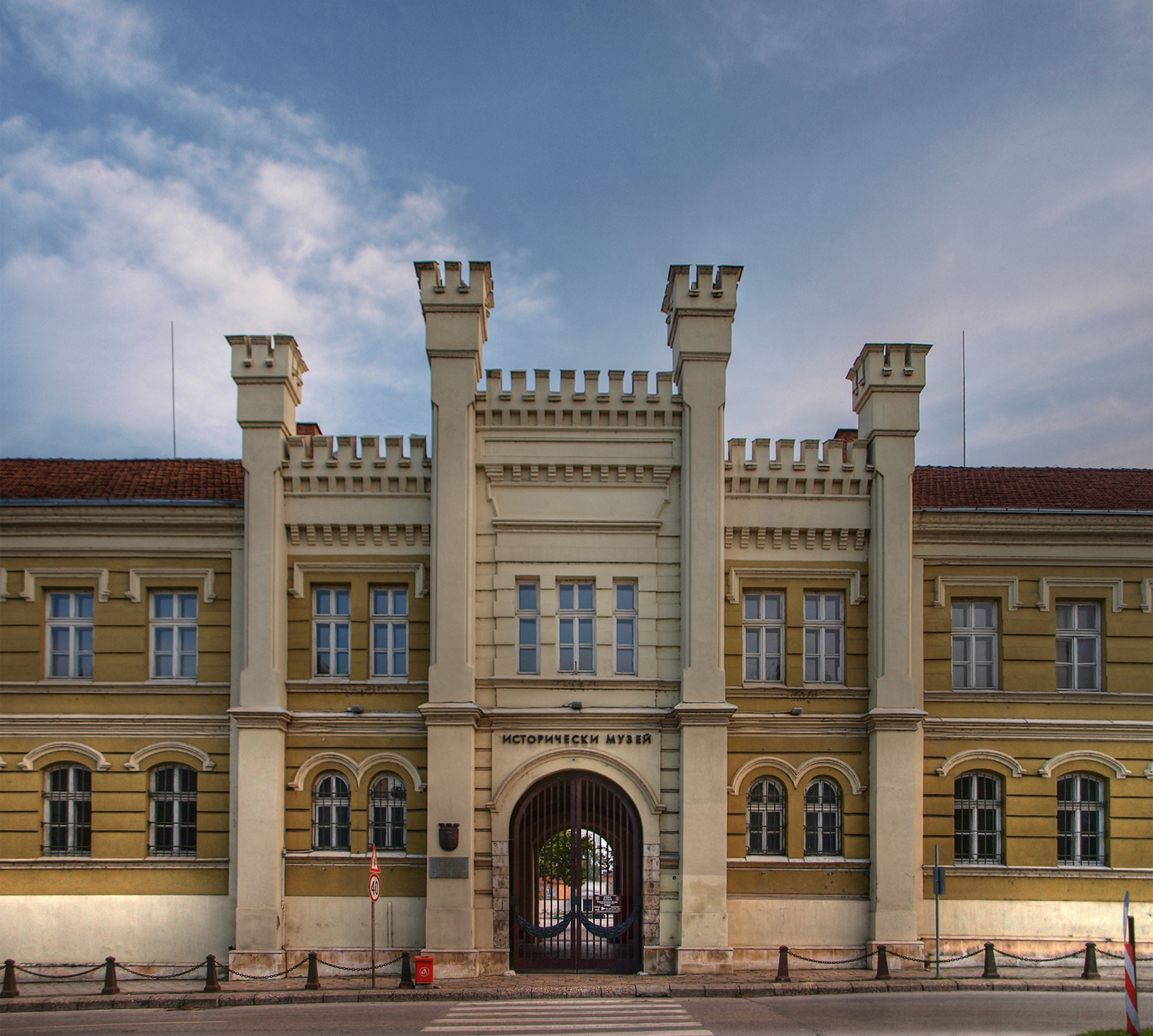
Historické muzeum
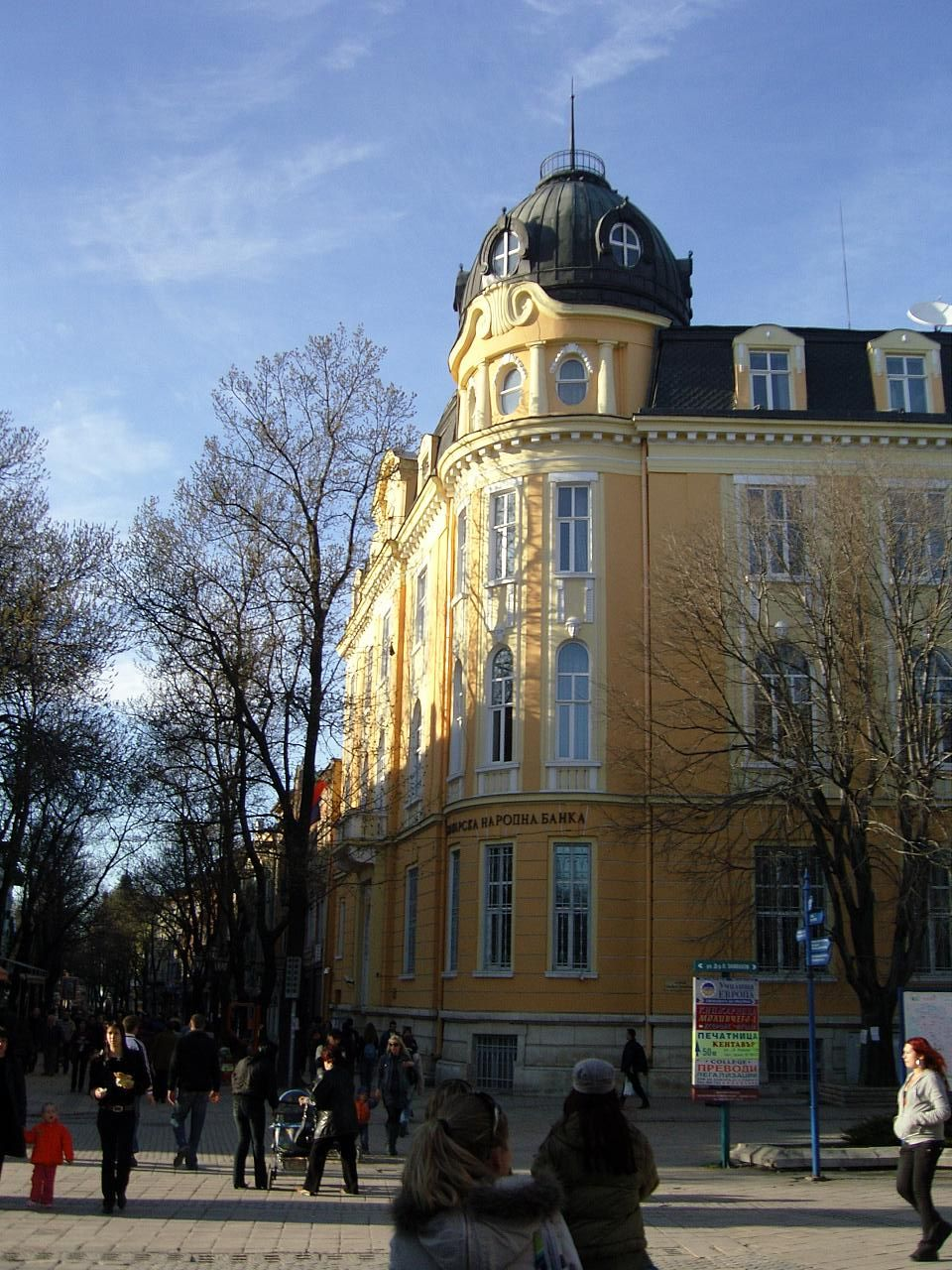
Bankovní budova
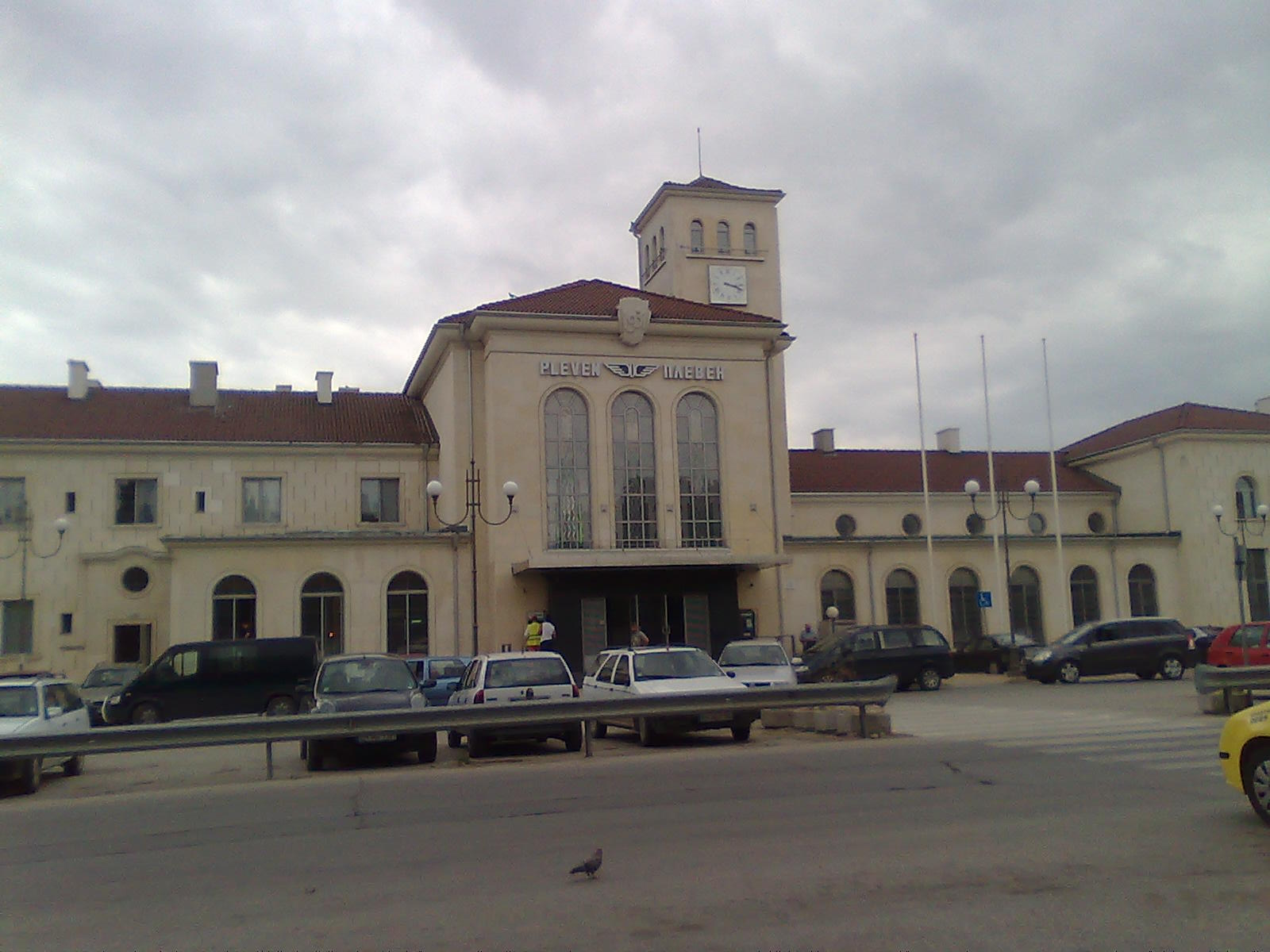
Nádraží
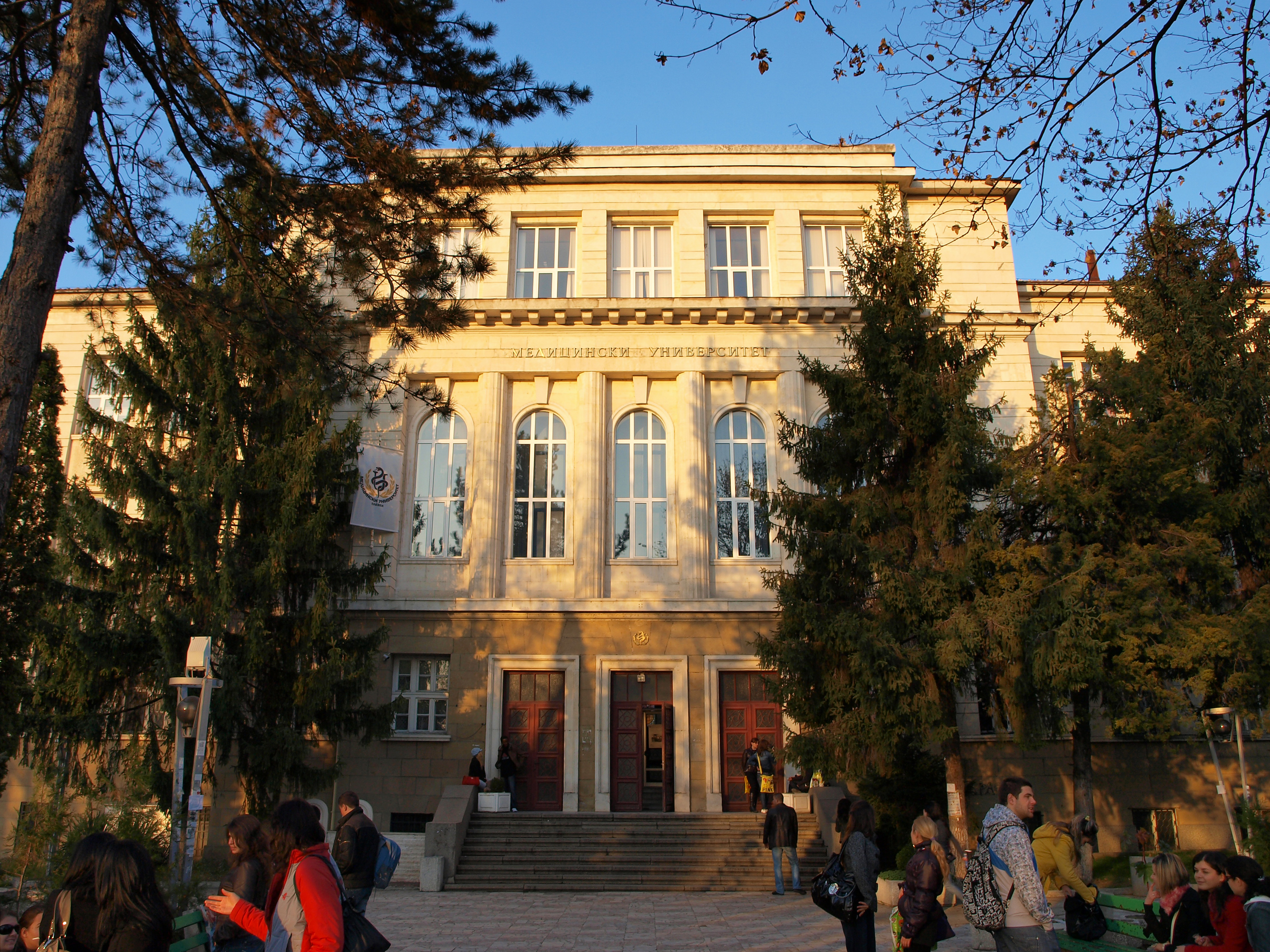
Budova lékařské fakulty

## Partnerská města
- Agadir, Maroko
- Bitola, Severní Makedonie
- Brăila, Rumunsko
- Brest, Bělorusko
- Bursa, Turecko
- Černovice, Ukrajina
- Edessa, Řecko
- Gornji Milanovac, Srbsko
- Guimarães, Portugalsko
- Charlottesville, Virginie, Spojené státy americké
- Ťin-čou, Čína
- Kaiserslautern, Německo
- Kavadarci, Severní Makedonie
- Moskva, Rusko
- Rostov na Donu, Rusko
- Volos, Řecko